# CR345 (Luxemburg)
De CR345 (Chemin Repris 345) is een verkeersroute in Luxemburg tussen Ettelbruck (CR305) en Lehrhaff (N12). De route heeft een lengte van ongeveer 17,5 kilometer.

## Routeverloop
Tussen Ettelbruck en Berg volgt de route in zuidelijke richting de westelijke oever van de rivier Alzette. Dit weggedeelte vormt niet de echte doorgaande route tussen Ettelbruck en (Colmar-)Berg. Die ligt met de N7 aan de oostzijde van de rivier. Tussen Ettelbruck en Berg ligt tevens het laagste punt van de route van 200 meter boven zeenivau.
In Berg gaat de route vervolgens richting het westen. Hierbij stijgt de weg in de eerste 4 kilometer met gemiddeld 8%, waaronder een gedeelte van maximaal 14%. Hierna stijgt de route verder tot ten oosten van Mertzig tot 376 meter boven zeeniveau. In Mertzig zelf ligt de route op ongeveer 320 meter hoogte. In Mertzig is de route voor ongeveer 200 meter ingericht als eenrichtingsverkeersweg richting het westen toe. Verkeer richting het oosten kan via een andere lokale straat rijden. Na Mertzig stijgt de route tevens verder naar uiteindelijk 507 meter hoogte bij de kruising met de N12 bij Lehrhaff.

## Plaatsen langs de CR345
- Ettelbruck
- Welsdorf
- Berg
- Mertzig
- Dellen

## CR345a
De CR345a is een verbindingsweg in Colmar-Berg. De route verbindt de CR345 in Berg met de N22 in Colmar. De route steekt na het kruispunt met de CR345 de Alzette over en vervolgens met een spoorwegovergang de spoorlijn Bissen - Ettelbruck. Hierna buigt de route naar het zuiden af om aan te sluiten op de N22.

## CR345a (2)
Er bestaat ook een tweede CR345a, welke eveneens in Colmar-Berg ligt. Dit is de route tussen de N7 en de A7 E421 (afrit 6) ten zuiden van Colmar-Berg. De route heeft een lengte van ongeveer 750 meter en wordt op sommige kaarten ook wel de N7d genoemd. Deze CR345a heeft geen enkele aansluiting op de andere CR345a of op de CR345.

## CR345b
De CR345b is een verbindingsweg in Ettelbruck. De ongeveer 140 lange route verbindt de CR305 en de CR345 met de N15. Deze route steekt de rivier de Alzette over.
CR101 ·
CR102 ·
CR103 ·
CR104 ·
CR105 ·
CR106 ·
CR107 ·
CR108 ·
CR109 ·
CR110 ·
CR111 ·
CR112 ·
CR113 ·
CR114 ·
CR115 ·
CR116 ·
CR117 ·
CR118 ·
CR119 ·
CR120 ·
CR121 ·
CR122 ·
CR123 ·
CR124 ·
CR125 ·
CR126 ·
CR127 ·
CR128 ·
CR129 ·
CR130 ·
CR131 ·
CR132 ·
CR133 ·
CR134 ·
CR135 ·
CR136 ·
CR137 ·
CR138 ·
CR139 ·
CR140 ·
CR141 ·
CR142 ·
CR143 ·
CR144 ·
CR145 ·
CR146 ·
CR147 ·
CR148 ·
CR149 ·
CR150 ·
CR151 ·
CR152 ·
CR153 ·
CR154 ·
CR155 ·
CR156 ·
CR157 ·
CR158 ·
CR159 ·
CR160 ·
CR161 ·
CR162 ·
CR163 ·
CR164 ·
CR165 ·
CR166 ·
CR167 ·
CR168 ·
CR169 ·
CR170 ·
CR171 ·
CR172 ·
CR173 ·
CR174 ·
CR175 ·
CR176 ·
CR177 ·
CR178 ·
CR179 ·
CR180 ·
CR181 ·
CR182 ·
CR183 ·
CR184 ·
CR185 ·
CR186 ·
CR187 ·
CR188 ·
CR189 ·
CR190
CR200 ·
CR201 ·
CR202 ·
CR203 ·
CR204 ·
CR205 ·
CR206 ·
CR207 ·
CR208 ·
CR210 ·
CR211 ·
CR212 ·
CR213 ·
CR215 ·
CR216 ·
CR217 ·
CR218 ·
CR219 ·
CR220 ·
CR221 ·
CR222 ·
CR223 ·
CR224 ·
CR225 ·
CR226 ·
CR227 ·
CR228 ·
CR229 ·
CR230 ·
CR231 ·
CR232 ·
CR233 ·
CR234
CR301 ·
CR302 ·
CR303 ·
CR304 ·
CR305 ·
CR306 ·
CR307 ·
CR308 ·
CR309 ·
CR310 ·
CR311 ·
CR312 ·
CR313 ·
CR314 ·
CR315 ·
CR316 ·
CR317 ·
CR318 ·
CR319 ·
CR320 ·
CR321 ·
CR322 ·
CR323 ·
CR324 ·
CR325 ·
CR326 ·
CR327 ·
CR328 ·
CR329 ·
CR330 ·
CR331 ·
CR332 ·
CR333 ·
CR334 ·
CR335 ·
CR336 ·
CR337 ·
CR338 ·
CR339 ·
CR340 ·
CR341 ·
CR342 ·
CR343 ·
CR344 ·
CR345 ·
CR346 ·
CR347 ·
CR348 ·
CR349 ·
CR350 ·
CR351 ·
CR352 ·
CR353 ·
CR354 ·
CR355 ·
CR356 ·
CR357 ·
CR358 ·
CR359 ·
CR360 ·
CR361 ·
CR362 ·
CR364 ·
CR365 ·
CR366 ·
CR367 ·
CR368 ·
CR369 ·
CR370 ·
CR371 ·
CR372 ·
CR373 ·
CR374 ·
CR375 ·
CR376 ·
CR377 ·
CR378 ·
CR379
Routes die cursief vermeld staan, zijn voormalige routes.